# Olivia Ong
Olivia Ong (Singapura, 2 de outubro de 1985) é uma cantora de Singapura. Ela canta na maioria das vezes em inglês, mas tem algumas obras em japonês.
Com 15 anos, Olivia já cantava para uma gravadora japonesa, a SS. Pte. Ltd.
Quando Olivia se mudou ao Japão para estudar, ela conheceu mais duas garotas de Singapura, e então se juntaram e formaram o grupo pop Mirai. O primeiro single delas, Open Up Your Mind, foi o tema de abertura de um animê (Gensoumaden Saiyuki).
Ela lançou o álbum "A Girl Meets Bossa Nova", com músicas inspiradas na Bossa Nova, com algumas regravações de Frank Sinatra.

## Discografia

### Álbuns
- A Girl Meets Bossanova (2005)
- Precious Stones (2005)
- Tamarillo (2006)
- A Girl Meets Bossanova 2 (2006)
- Fall In Love With (2007)
- Touch in the Sky (2007)
- Kiss in the Air (2008)
- Best of Olivia (2008)
- Olivia (CD) (2010)
- Olivia (SACD) (2010)
- 夏夜晚風Live影音專輯 (2010)
- Just For You (2010)
- Romance (2011)